# Bekenntnisse einer schönen Seele
Bekenntnisse einer Schönen Seele ist der Titel des 6. Buches von Johann Wolfgang Goethes Roman Wilhelm Meisters Lehrjahre, der 1795–1796 erschien. Es ist eine Erzählung, die lose in den Roman eingeschoben ist, an der Stelle, wo Wilhelm sich von der Theatergruppe entfernt, um den ehemaligen Freund der verstorbenen Aurelie aufzusuchen. Wilhelm erhält den Text vom Arzt, der sich um Aurelie gekümmert hat.

## Inhalt
Die Ich-Erzählerin erzählt darin ihren Lebensweg von der ersten prägenden Krankheitserfahrung eines Blutsturzes im Alter von acht Jahren über erste Liebeserlebnisse mit dem Freund „Narziß“ und ihrer Beziehung zu dem Philo genannten Mann bis zu ihrem Leben als moralisch gefestigte Frau. 
Dabei erzählt sie sowohl von ihrem weltlichen Bildungsweg mit Unterhaltung und Tanz als auch von dem spirituellen Bildungsweg, indem sie immer wieder ihre Hinwendung zu und die Entfernung von Gott beschreibt. 
„Ich fand sehr bald, daß die gerade Richtung meiner Seele durch törichte Zerstreuung und Beschäftigung mit unwürdigen Sachen gestört werde; das Wie und Wo war mir bald klar genug. Nur aber wie herauskommen? In einer Welt wo alles gleichgültig und toll ist.“
Die Protagonistin findet diesen Ausweg in einem Leben als herrnhutische Schwester. 
Am Ende des Romans jedoch erscheint dieser Lebensweg in den Augen der Nichte Natalie nicht mehr uneingeschränkt positiv: „Eine sehr schwache Gesundheit, vielleicht zu viel Beschäftigung mit sich selbst, und dabei eine sittliche und religiöse Aengstlichkeit liessen sie das der Welt nicht sein, was sie unter anderen Umständen hätte werden können. Sie war ein Licht, das nur wenigen Freunden und mir besonders leuchtete.“
Die Erzählung ist nach dem Modell der pietistischen Erkenntnisliteratur gestaltet. Dafür stand Goethe ein Manuskript der Susanne von Klettenberg, einer Stiftsdame und Freundin seiner Mutter zur Verfügung.